# Ramsgate, New South Wales
Ramsgate este o suburbie în Sydney, Australia.